# Akkréciós korong

A fekete lyuk körül akkréciós korongot képez a körülötte keringő fősorozati csillagból (sárga) belé áramló anyag. Az akkréciós korongra merőlegesen, annak két oldalán poláris jetek alakulnak ki. (a kép illusztráció)

Az akkréciós korong (vagy anyagbefogási korong) egy központi test körül keringő diffúz anyag (általában por, gáz vagy plazma) áramlása közben létrejövő szerkezet.
A keringő anyag belső súrlódása miatt egy síkba rendeződik. A korongnak utánpótlása van kívülről, ezért a külsején lévő anyag egyre beljebb szorul, veszít helyzeti energiájából, de a perdületmegmaradás törvénye miatt keringése felgyorsul, és mivel kisebb helyre szorul, össze is nyomódik, és emiatt felhevül. A befelé spirálozó, felizzott gáz vagy plazma hőenergiájának egy részét elektromágneses sugárzás formájában elveszti. A keringő anyag egy része végül a központi égitestbe jut, egy másik része a korong síkjára merőlegesen, anyagsugár formájában, a korong forgástengelye mentén igen nagy sebességgel elszökik. Ha ez a sebesség megközelíti a fénysebességet, relativisztikus jetnek nevezik.
A csillagászat többféle akkréciós korongot ismer, a leggyakoribb a csillagok keletkezésénél a protosztelláris akkréciós korong, amely a születő protocsillagot táplálja anyaggal (az ennek tengelye mentén elszökő gáz hozza létre a Herbig-Haro objektumokat), valamint a fekete lyukak körül létrejövő akkréciós korong.